# Home Nations Series
La Home Nations Series est une série de tournois de snooker se déroulant depuis la saison 2016-2017 dans les quatre nations du Royaume-Uni (Angleterre, Irlande du Nord, Écosse et Pays de Galles).

## Histoire et records
La Home Nations Series a été mise en place en 2016 à la suite d'une restructuration du circuit professionnel de snooker menée par Barry Hearn, l'ancien dirigeant de World Snooker,. Elle s'est traduite par la création de deux nouveaux tournois (les opens d'Angleterre et d'Irlande du Nord) et par la réintroduction au calendrier de l'Open d'Écosse (retiré depuis 2012), ces tournois s'associant à l'open du Pays de galles établi au calendrier depuis 1992.
Peu de joueurs ont réussi à s'imposer plusieurs fois dans le cadre de cette série de tournois. Ils sont au nombre de six :
- Judd Trump (6 victoires)
- Mark Selby (5 victoires)
- Neil Robertson (4 victoires)
- Mark Allen et Gary Wilson (3 victoires)
- Stuart Bingham (2 victoires)

Trump enregistre le plus grand nombre de victoires dans un même tournoi, étant donné qu'il a remporté l'open d'Irlande du Nord à quatre reprises.
Les légendes Ronnie O'Sullivan et John Higgins co-détiennent quant à eux le record de finales perdues dans une même saison, avec trois finales perdues sur quatre tournois.
La Home Nations Series a également permis à d'autres joueurs moins bien classés de remporter leurs premiers tournois en carrière. C'est le cas de Liang Wenbo et Mark King en 2016, de Jordan Brown en 2020, de Gary Wilson en 2022, ainsi que de Lei Peifan en 2024.

## Tournois et trophées
- Le vainqueur de l'Open d'Angleterre reçoit le trophée Steve Davis, nommé en l'honneur du joueur anglais Steve Davis, sextuple vainqueur des championnats du monde dans les années 1980, retiré depuis 2016[6].
- Le vainqueur de l'Open d'Irlande du Nord reçoit le trophée Alex Higgins, nommé en l'honneur du joueur nord-irlandais Alex Higgins, ancien double champion du monde (1972 et 1982), décédé en 2010[7].
- Le vainqueur de l'Open d'Écosse reçoit le trophée Stephen Hendry, nommé en l'honneur du joueur écossais Stephen Hendry, sept fois vainqueur des championnats du monde dans les années 1990[8].
- Le vainqueur de l'Open du pays de Galles reçoit le trophée Ray Reardon, nommé en l'honneur du joueur gallois Ray Reardon, sextuple vainqueur des championnats du monde dans les années 1970, retiré depuis 1991[9].

## Format
Chaque tournoi compte pour le classement mondial et voit s'affronter 128 joueurs, professionnels ainsi que le plus souvent deux amateurs locaux. Les matchs sont disputés au meilleur des 7 manches jusqu’aux 8es de finales inclus, au meilleur des 9 manches en quarts de finale, au meilleur des 11 manches en demi-finales et des 17 manches en finale. Un premier tour de qualifications a été mis en place lors de la saison 2021-2022.
Dans l'éventualité où un joueur remporterait les quatre tournois au terme de la même saison, il recevrait un bonus de 1 000 000 £. Compte tenu de la profondeur du circuit professionnel et de la diversité des vainqueurs, l'attribution de ce bonus est perçue comme illusoire par les joueurs.

## Dotation
La dotation pour chaque tournoi était de 427 000 £. À partir de la saison 2024-2025, elle est augmentée à 550 400 £ et est répartie de la manière suivante :
- Vainqueur : 100 000 £
- Finaliste : 45 000 £
- Demi-finaliste : 21 000 £
- Quart de finale : 13 200 £
- 8e de finaliste : 9 000 £
- 16e de finaliste : 5 400 £
- 32e de finaliste : 3 600 £
- 2e tour : 1 000 £
- Meilleur break : 5 000 £

Dotation totale : 550 400 £

## Résultats
| Saison    | Tournoi                | Ville         | Vainqueur          | Score | Finaliste         |
| --------- | ---------------------- | ------------- | ------------------ | ----- | ----------------- |
|           |                        |               |                    |       |                   |
| 2016–2017 | Open d'Angleterre      | Manchester    | Liang Wenbo        | 9–6   | Judd Trump        |
| 2016–2017 | Open d'Irlande du Nord | Belfast       | Mark King          | 9–8   | Barry Hawkins     |
| 2016–2017 | Open d'Écosse          | Glasgow       | Marco Fu           | 9–4   | John Higgins      |
| 2016–2017 | Open du pays de Galles | Cardiff       | Stuart Bingham     | 9–8   | Judd Trump        |
|           |                        |               |                    |       |                   |
| 2017–2018 | Open d'Angleterre      | Barnsley      | Ronnie O'Sullivan  | 9–2   | Kyren Wilson      |
| 2017–2018 | Open d'Irlande du Nord | Belfast       | Mark Williams      | 9–8   | Yan Bingtao       |
| 2017–2018 | Open d'Écosse          | Glasgow       | Neil Robertson     | 9–8   | Cao Yupeng        |
| 2017–2018 | Open du pays de Galles | Cardiff       | John Higgins       | 9–7   | Barry Hawkins     |
|           |                        |               |                    |       |                   |
| 2018–2019 | Open d'Angleterre      | Crawley       | Stuart Bingham (2) | 9–7   | Mark Davis        |
| 2018–2019 | Open d'Irlande du Nord | Belfast       | Judd Trump         | 9–7   | Ronnie O'Sullivan |
| 2018–2019 | Open d'Écosse          | Glasgow       | Mark Allen         | 9–7   | Shaun Murphy      |
| 2018–2019 | Open du pays de Galles | Cardiff       | Neil Robertson (2) | 9–7   | Stuart Bingham    |
|           |                        |               |                    |       |                   |
| 2019–2020 | Open d'Angleterre      | Crawley       | Mark Selby         | 9–1   | David Gilbert     |
| 2019–2020 | Open d'Irlande du Nord | Belfast       | Judd Trump (2)     | 9–7   | Ronnie O'Sullivan |
| 2019–2020 | Open d'Écosse          | Glasgow       | Mark Selby (2)     | 9–6   | Jack Lisowski     |
| 2019–2020 | Open du pays de Galles | Cardiff       | Shaun Murphy       | 9–1   | Kyren Wilson      |
|           |                        |               |                    |       |                   |
| 2020–2021 | Open d'Angleterre      | Milton Keynes | Judd Trump (3)     | 9–8   | Neil Robertson    |
| 2020–2021 | Open d'Irlande du Nord | Milton Keynes | Judd Trump (4)     | 9–7   | Ronnie O'Sullivan |
| 2020–2021 | Open d'Écosse          | Milton Keynes | Mark Selby (3)     | 9–3   | Ronnie O'Sullivan |
| 2020–2021 | Open du pays de Galles | Newport       | Jordan Brown       | 9–8   | Ronnie O'Sullivan |
|           |                        |               |                    |       |                   |
| 2021–2022 | Open d'Irlande du Nord | Belfast       | Mark Allen (2)     | 9–8   | John Higgins      |
| 2021–2022 | Open d'Angleterre      | Milton Keynes | Neil Robertson (3) | 9–8   | John Higgins      |
| 2021–2022 | Open d'Écosse          | Llandudno     | Luca Brecel        | 9–5   | John Higgins      |
| 2021–2022 | Open du pays de Galles | Newport       | Joe Perry          | 9–5   | Judd Trump        |
|           |                        |               |                    |       |                   |
| 2022–2023 | Open d'Irlande du Nord | Belfast       | Mark Allen (3)     | 9–4   | Zhou Yuelong      |
| 2022–2023 | Open d'Écosse          | Edimbourg     | Gary Wilson        | 9–2   | Joe O'Connor      |
| 2022–2023 | Open d'Angleterre      | Brentwood     | Mark Selby (4)     | 9–6   | Luca Brecel       |
| 2022–2023 | Open du pays de Galles | Llandudno     | Robert Milkins     | 9–7   | Shaun Murphy      |
|           |                        |               |                    |       |                   |
| 2023–2024 | Open d'Angleterre      | Brentwood     | Judd Trump (5)     | 9–7   | Zhang Anda        |
| 2023–2024 | Open d'Irlande du Nord | Belfast       | Judd Trump (6)     | 9–3   | Chris Wakelin     |
| 2023–2024 | Open d'Écosse          | Edimbourg     | Gary Wilson (2)    | 9–5   | Noppon Saengkham  |
| 2023–2024 | Open du pays de Galles | Llandudno     | Gary Wilson (3)    | 9–4   | Martin O'Donnell  |
|           |                        |               |                    |       |                   |
| 2024–2025 | Open d'Angleterre      | Brentwood     | Neil Robertson (4) | 9–7   | Wu Yize           |
| 2024–2025 | Open d'Irlande du Nord | Belfast       | Kyren Wilson       | 9–3   | Judd Trump        |
| 2024–2025 | Open d'Écosse          | Edimbourg     | Lei Peifan         | 9–5   | Wu Yize           |
| 2024–2025 | Open du pays de Galles | Llandudno     | Mark Selby (5)     | 9–6   | Stephen Maguire   |